# Василіє Аджич
Васи́ліє А́джич (чорн. Vasilije Adžić; нар. 12 травня 2006, Никшич) — чорногорський футболіст, півзахисник італійського клубу «Ювентус» і збірної Чорногорії.

## Клубна кар'єра

### «Будучност»
В квітні 2022 року підписав стипендіальний контракт з клубом «Будучност». 28 серпня 2022 року дебютував за «Будучност» в матчі Першої ліги проти тиватського «Арсенала», замінивши Василіє Терзича. Також у цій грі відзначився своєм першим забитим голом за клуб. Таким чином у віці 16 років 3 місяців і 16 днів він став другим наймолодшим бомбардиром в історії чемпіонату Чорногорії після Ілії Вукотича. В своєму дебютному сезоні провів 24 матчі та забив 3 голи за «Будучност», ставши чемпіоном Чорногорії.
27 червня 2023 року в матчі кваліфікації Ліги чемпіонів УЄФА проти андоррського «Атлетіка» (Ескальдес) дебютував у єврокубках. 1 серпня того ж року забив свій перший гол в єврокубках в поєдинку кваліфікації Ліги конференцій УЄФА у ворота північномакедонської «Струги». 11 жовтня 2023 року англійська газета The Guardian назвала його одним з 60-ти найкращих футболістів світу 2006 року народження. В сезоні 2023–24 забив 8 голів у 44 поєдинках за «Будучност», допомігши команді здобути рекордний, 5-й, Кубок Чорногорії.

### «Ювентус»
11 липня 2024 року перейшов в італійський клуб Серії А «Ювентус», підписавши трирічний контракт. Сума трансферу становила 2 млн євро, а з урахуванням бонусів може зрости до 5 млн, що стало найдорожчим продажем в історії чемпіонату Чорногорії. 19 жовтня дебютував за «Ювентус» в матчі Серії A проти «Лаціо», вийшовши на заміну Хефрену Тюраму.
В червні 2025 року виступав на клубному чемпіонаті світу в США. На турнірі провів один матч, а його команда дійшла до 1/8 фіналу, де поступилась мадридському «Реалу».

## Кар'єра в збірній
Виступав за збірні Чоргогорії до 15, до 16, до 17, до 18, до 19 і до 21 року.
22 серпня 2024 року вперше викликаний до збірної Чорногорії головним тренером Робертом Просинечки для участі в матчах Ліги націй УЄФА проти збірних Ісландії та Уельсу, втім пропустив обидва поєдинки через ушкодження. 9 червня 2025 року дебютував за збірну Чорногорії в товариському матчі проти збірної Вірменії, вийшовши в стартовому складі. В цій ж грі забив свій перший гол за збірну.

## Статистика виступів

### Клубна статистика
Станом на 26 червня 2025  
| Клуб               | Сезон             | Чемпіонат         | Чемпіонат | Чемпіонат | Кубок | Кубок | Єврокубки | Єврокубки | Всього | Всього | Інші  | Інші |
| Клуб               | Сезон             | Дивізіон          | Матчі     | Голи      | Матчі | Голи  | Матчі     | Голи      | Матчі  | Голи   | Матчі | Голи |
| ------------------ | ----------------- | ----------------- | --------- | --------- | ----- | ----- | --------- | --------- | ------ | ------ | ----- | ---- |
| Будучност          | 2022–23           | Перша ліга        | 23        | 3         | 1     | 0     | 0         | 0         | —      | —      | 24    | 3    |
| Будучност          | 2023–24           | Перша ліга        | 35        | 6         | 5     | 1     | 4         | 0         | —      | —      | 44    | 8    |
| Будучност          | Всього            | Всього            | 58        | 9         | 6     | 1     | 4         | 1         | 0      | 0      | 68    | 11   |
| Ювентус Некст Джен | 2024–25           | Серія C           | 10        | 4         | —     | —     | —         | —         | —      | —      | 10    | 4    |
| Ювентус            | 2024–25           | Серія А           | 6         | 0         | 1     | 0     | 1         | 0         | 1      | 0      | 9     | 0    |
| Всього за кар'єру  | Всього за кар'єру | Всього за кар'єру | 74        | 13        | 7     | 1     | 5         | 1         | 1      | 0      | 87    | 15   |

1. ↑  2 матчі в Лізі чемпіонів УЄФА, 2 матчі та 1 гол у Лізі конференцій УЄФА
2. ↑  Матчі в Лізі чемпіонів УЄФА
3. ↑  Матчі на клубному чемпіонаті світу

### Міжнародна статистика
Станом на 9 червня 2025 
| Збірна            | Сезон             | Товариські | Товариські | Офіційні | Офіційні | Всього | Всього |
| Збірна            | Сезон             | Матчі      | Голи       | Матчі    | Голи     | Матчі  | Голи   |
| ----------------- | ----------------- | ---------- | ---------- | -------- | -------- | ------ | ------ |
| Чорногорія        |                   |            |            |          |          |        |        |
| 2025              | 1                 | 1          | 0          | 0        | 1        | 1      |        |
| Всього за кар'єру | Всього за кар'єру | 1          | 1          | 0        | 0        | 1      | 1      |

### Матчі за збірну
Станом на 9 червня 2025 
| Матчі Василіє Аджича за збірну Чорногорії | Матчі Василіє Аджича за збірну Чорногорії | Матчі Василіє Аджича за збірну Чорногорії | Матчі Василіє Аджича за збірну Чорногорії | Матчі Василіє Аджича за збірну Чорногорії | Матчі Василіє Аджича за збірну Чорногорії | Матчі Василіє Аджича за збірну Чорногорії | Матчі Василіє Аджича за збірну Чорногорії |
| №                                         | Дата                                      | Суперник                                  | Рахунок                                   | Голи                                      | Картки                                    | Хвилини                                   | Змагання                                  |
| ----------------------------------------- | ----------------------------------------- | ----------------------------------------- | ----------------------------------------- | ----------------------------------------- | ----------------------------------------- | ----------------------------------------- | ----------------------------------------- |
| 1                                         | 9 червня 2025                             | Вірменія                                  | 2–2                                       | 1                                         |                                           | 90'                                       | Товариський матч                          |

Всього: 1 матч / 1 гол; 0 перемог, 1 нічия, 0 поразок.

## Досягнення
«Будучност»
- Чемпіон Чорногорії: 2022–23[29]
- Володар Кубка Чорногорії: 2023–24[30]